# علي بن حمودة باي
علي بن حمودة باي هو باي قسنطينة وحاكم بايلك الشرق ضمن أيالة الجزائر في العهد العثماني. حكم خلال سنة 1708 ليخلفه فيما بعد حيسين شاوش.